# Boyens Medien
Boyens Medien ist ein im Familienbesitz befindliches Medienunternehmen im holsteinischen Heide mit etwa 300 Mitarbeitern. Die wirtschaftlich unabhängigen Tageszeitungen bilden das wichtigste Geschäftsfeld der Unternehmensgruppe. Weiterhin unterhält die Gruppe einen Zeitungs-, Anzeigen,- Buch,- und Telefonbuchverlag und ist als Internet-, Web- und App-Dienstleister tätig. Hinzu kommen eine Werbe- und PR-Agentur, ein Direktwerbungsunternehmen, sowie Beteiligungen an Unternehmen in der Medienbranche.

## Rechtsform
Das Medienhaus firmiert unter „Boyens Medienholding GmbH & Co. KG“, deren Komplementärin die Boyens Verwaltungsgesellschaft mbH mit Sitz in Heide ist. Die Geschäftsführer sind Inken und Sönke Boyens.

## Medien

### Tageszeitungen
Im Hause erscheinen die Dithmarscher Landeszeitung, die in einer Vollredaktion erstellt wird, und deren Mantelausgaben Brunsbütteler Zeitung, Marner Zeitung und Dithmarscher Kurier mit einer Gesamtauflage von knapp 21.000 Exemplaren im Kreis Dithmarschen im Raum zwischen Elbe, Nord-Ostsee-Kanal und Eider täglich von Montag bis Samstag.

### Anzeigenblätter
Am Wochenende erscheint der Sonntagsanzeiger mit ca. 60.000 Exemplaren.

### Telefonbücher
Die Boyens Connect GmbH & Co. KG betreut das Telefonbuch 2, das den Raum zwischen Flensburg, Heide, Husum und Schleswig umfasst. Außerdem werden hier in Zusammenarbeit mit DeTe-Medien insgesamt acht Örtliche Telefonbücher für den Raum von Brunsbüttel bis Flensburg und den nordfriesischen Inseln bis Kappeln bearbeitet und herausgebracht.

### Bücher und Zeitschriften
Das Buchprogramm der Boyens Buchverlag GmbH & Co. KG umfasst regionale Literatur über Land und Leute Norddeutschlands: Bildbände, Reiseführer, Kultur-Geschichte, Kochbücher, Romane, Kindertitel sowie Niederdeutsches. Jährlich erscheinen etwa 20 neue Titel, verteilt auf das Frühjahrs- und das Herbstprogramm und werden zusammen mit den über 400 Titeln aus der Backlist in den fünf nördlichen Bundesländern mit Schwerpunkt in Schleswig-Holstein und Hamburg angeboten.
Zu den Zeitschriften und Jahrbüchern gehören das Ferien-Magazin Nordseeküste (mit Online-Portal), die Vierteljahresschrift Dithmarschen, DenkMal! (in Zusammenarbeit mit dem Denkmalamt des Landes Schleswig-Holstein), Nordelbingen (in Zusammenarbeit mit der Gesellschaft für Schleswig-Holsteinische Geschichte) sowie in Zusammenarbeit mit den literarischen Gesellschaften die Schriften der Theodor-Storm-Gesellschaft, das Hebbel-Jahrbuch und das Klaus-Groth-Jahrbuch.

## Weitere Tochterfirmen
- Boyens Zustellservice GmbH & Co. KG: Zustellung der Tageszeitungen und Anzeigenblätter sowie Briefe im Verteilungsgebiet.
- Boyens Concept GmbH & Co. KG: das Satzstudio für Zeitungen und Anzeigen und Produktionsstätte der Anzeigenblätter und Magazine.
- Boyens Online GmbH & Co. KG: das Service-Unternehmen für Online-Produkte.

## Geschichte des Unternehmens
Ausgangspunkt ist der von Andreas Ebel im Jahr 1869 in Heide begründete Heider Anzeiger, der zunächst mit zwei Ausgaben pro Woche und jeweils 500 Exemplaren in der eigenen Druckerei hergestellt wurde. Nach einer rasanten Entwicklung modernisierte sein Sohn Rudolf Ebel die Druckerei im Jahr 1889 mit einer Schnellpresse. Nach seinem Tod im Jahr 1897 musste der Heider Anzeiger im Jahr 1902 von einer Auffanggesellschaft übernommen werden, die bald auf einer modernen Rotationsmaschine täglich eine Auflage von 5.000 Exemplaren herstellte.
Im Jahr 1913 zog das Unternehmen an seinen heutigen Standort am Wulf-Isebrand-Platz, wo im Laufe der Jahrzehnte umfassende Grundstücksareale hinzugekauft werden konnten. Nach dem Tod von Friedrich Johnsen im Jahr 1929, der die Auflage der Zeitung und die Angebotspalette der Druckerei erheblich ausgebaut hatte, übernahm sein Schwiegersohn Max Boyens, der Großvater der heutigen Geschäftsführer, die Leitung des Unternehmens. Er übernahm u. a. im Jahr 1935 die bis dahin in Meldorf erscheinende Dithmarscher Landeszeitung und begann nach dem zwischenzeitlichen Zeitungsverbot durch die Alliierten nach dem Zweiten Weltkrieg im Jahr 1949 die Produktion unter diesem Zeitungstitel, dem der alte Titel „Heider Anzeiger“ untergeordnet wurde. Es folgten die Übernahmen der Titel Brunsbütteler Zeitung im Jahr 1962, Wesselburener Marschbote im Jahr 1960 und Büsumer Nachrichten im Jahr 1971.
Damit gingen umfangreiche Erweiterungen des Unternehmens auch im Buch- und Telefonbuchbereich sowie auf dem Gebiet von Buchhandlungen einher. Mit der Übernahme der Geschäftsleitung durch Uwe Boyens im Jahr 1975 begann die neue Ära der Offset-Drucktechnik und der Ausbau zu einem der bedeutendsten Industrieunternehmen der Region, der seine größte Ausdehnung im Jahr 1996/97 mit dem Bau einer neuen, zeitgemäßen Zeitungsdruckerei im Gewerbegebiet von Weddingstedt vor den Toren der Stadt Heide erreichte.
Mit Beginn des Jahres 2004 ging die Geschäftsleitung an Inken und Sönke Boyens über, die den Zeitungsverlag um die Titel Dithmarscher Rundschau, Brunsbütteler Rundschau, Marner Zeitung und Dithmarscher Kurier erweitern konnten. Die verschiedenen Unternehmensbereiche wurden in den folgenden Jahren erweitert und in eine Struktur von Tochtergesellschaften gegliedert, deren Firmenmutter die Boyens Medienholding ist. Mit einer eigenen Beteiligungsgesellschaft hält das Unternehmen zahlreiche Beteiligungen im Medienbereich, u. a. an Radio Schleswig-Holstein, dem Mecklenburger Blitz-Verlag, einer Werbeagentur in Neubrandenburg, der medienholding nord:mh: in Flensburg, dem Verlag für Telekommunikation Nord in Rostock sowie zahlreiche Beteiligungen in Telekommunikationsverzeichnisunternehmen sowie an der Deutschen Presse-Agentur.